# RENFE 252 sorozat
A RENFE 252 sorozat egy spanyol Bo'Bo' tengelyelrendezésű villamosmozdony-sorozat. 1991-1996 között gyártotta a CAF, a Siemens és a Krauss-Maffei. Két altípusa van: az 1668 mm nyomtávolságúból 60 db-ot a spanyol CAF gyártotta Macosában; az 1435 mm-es nyomtávú változatból pedig 15 db-ot a Siemens és a Krauss-Maffei Münchenben. A mozdonyokban ASFA és LZB vasúti biztosítóberendezés lett telepítve.

## Története
A mozdonyok az EuroSprinter villamosmozdony családba tartoznak, a DB 120 sorozatból lettek kifejlesztve. Feladatuk a RENFE 276, RENFE 277 és RENFE 278 sorozatok leváltása, mivel ezek a típusok már idősek, továbbá nem tudnak 200 km/h sebességgel közlekedni.
31 mozdony kétáramnemű (3 kV DC és 25 kV 50 Hz), a többi 44 csak 3 kV-ot tud.
A normál nyomtávú változatok fehér/szürke AVE festést kaptak, a széles nyomtávú változatok pedig 'Taxi'/'Amarillo' (sárga/szürke) színt. 2005-től az összes mozdonyt egységesen fehér/szürke RENFE egyenszínre festették.
2010-ben négy mozdonyt átalakítottak 1,5 kV egyenáramú üzemre és felszerelték őket ERTMS vonatbefolyásoló rendszerrel a Barcelona-Le Soler közötti forgalomhoz. Ezek normál nyomtávú mozdonyok.

## Más változatok
Portugáliában a CP 5600 sorozat részben megegyezik a spanyol változattal, azonban azokban csak 25 kV 50 Hz áramrendszer van.

## Képgaléria

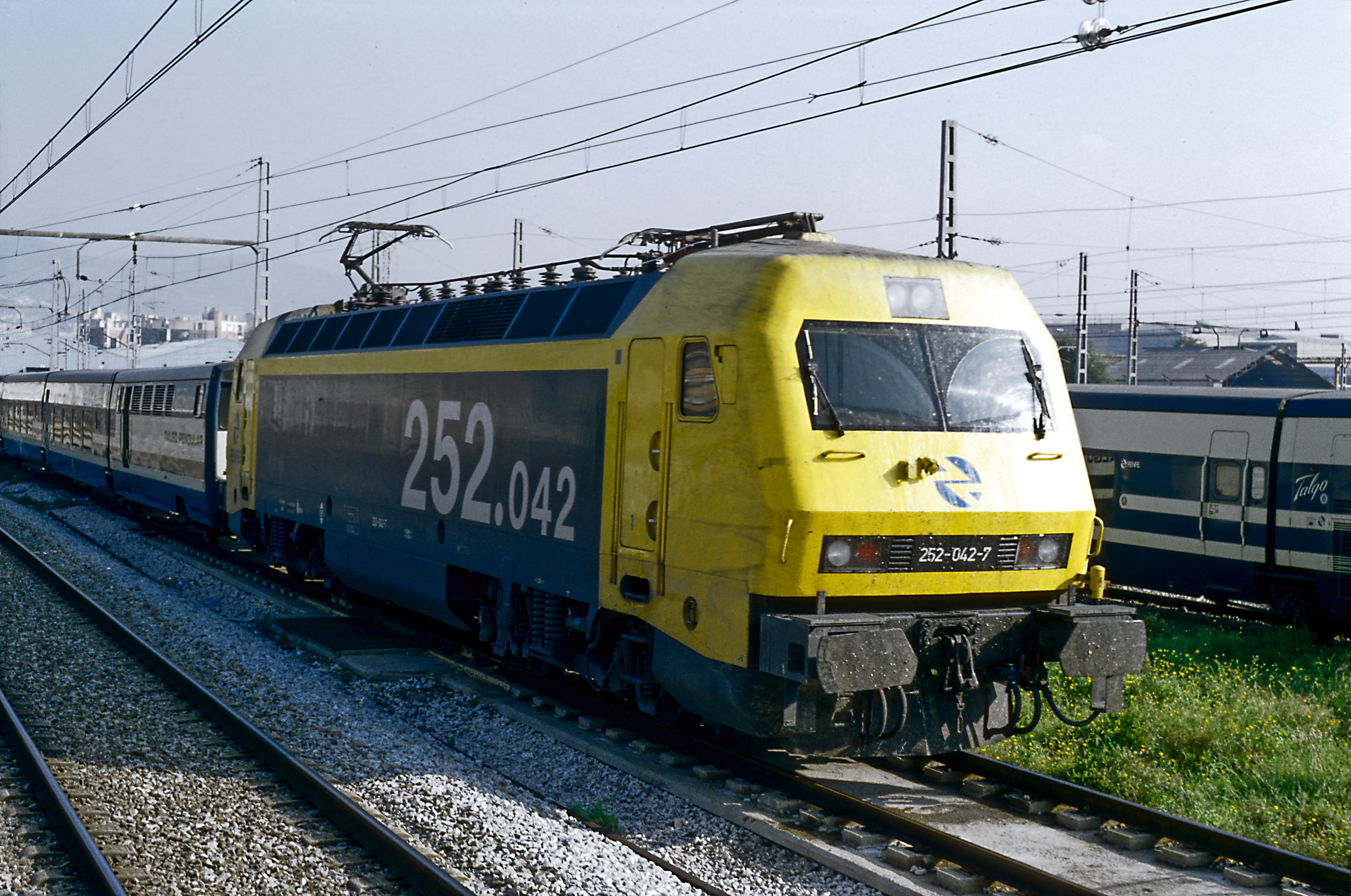
A mozdony korábbi sárga festése
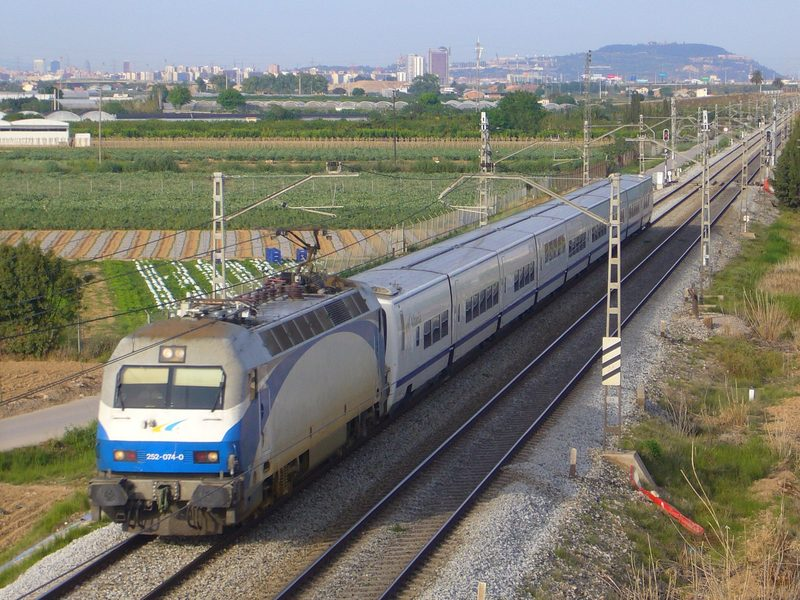
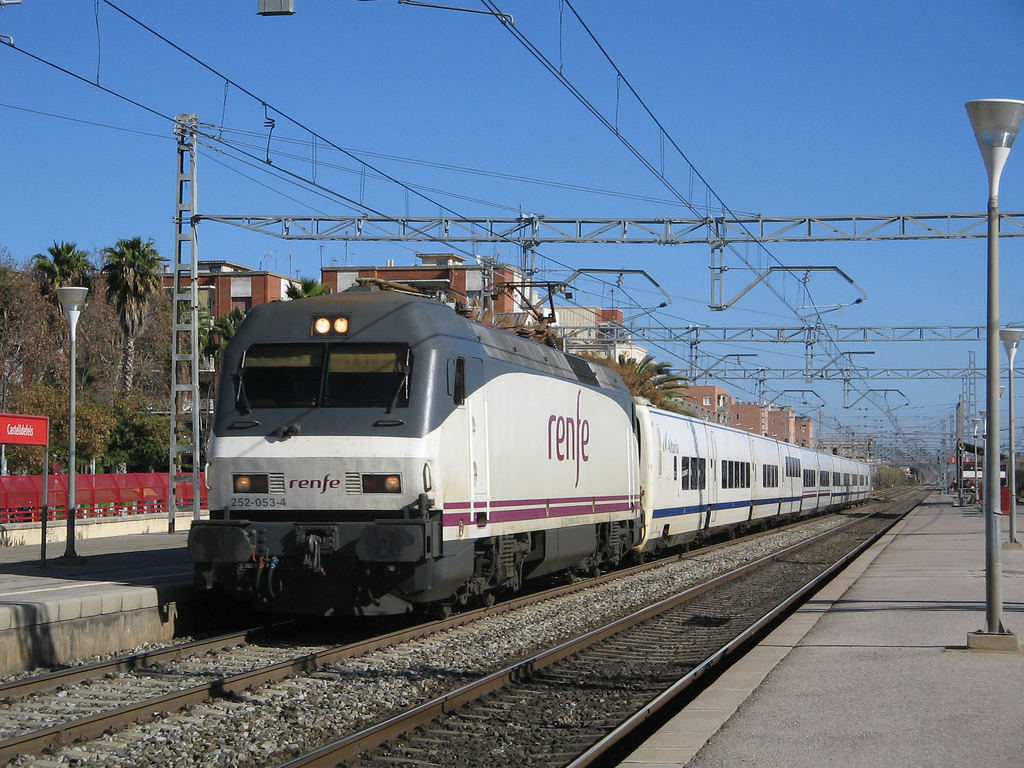
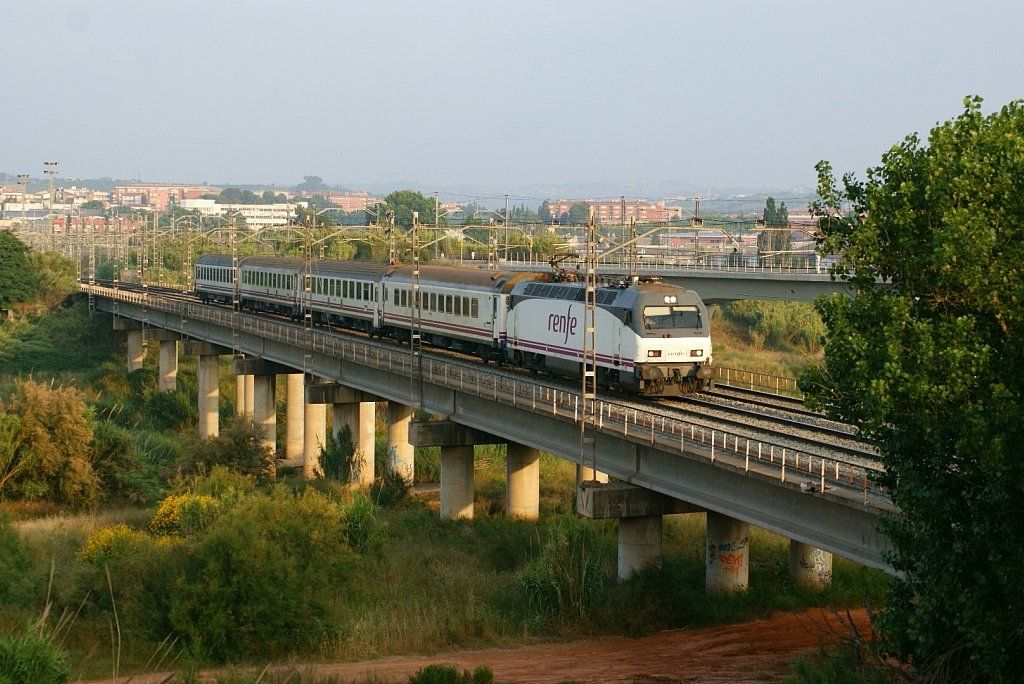
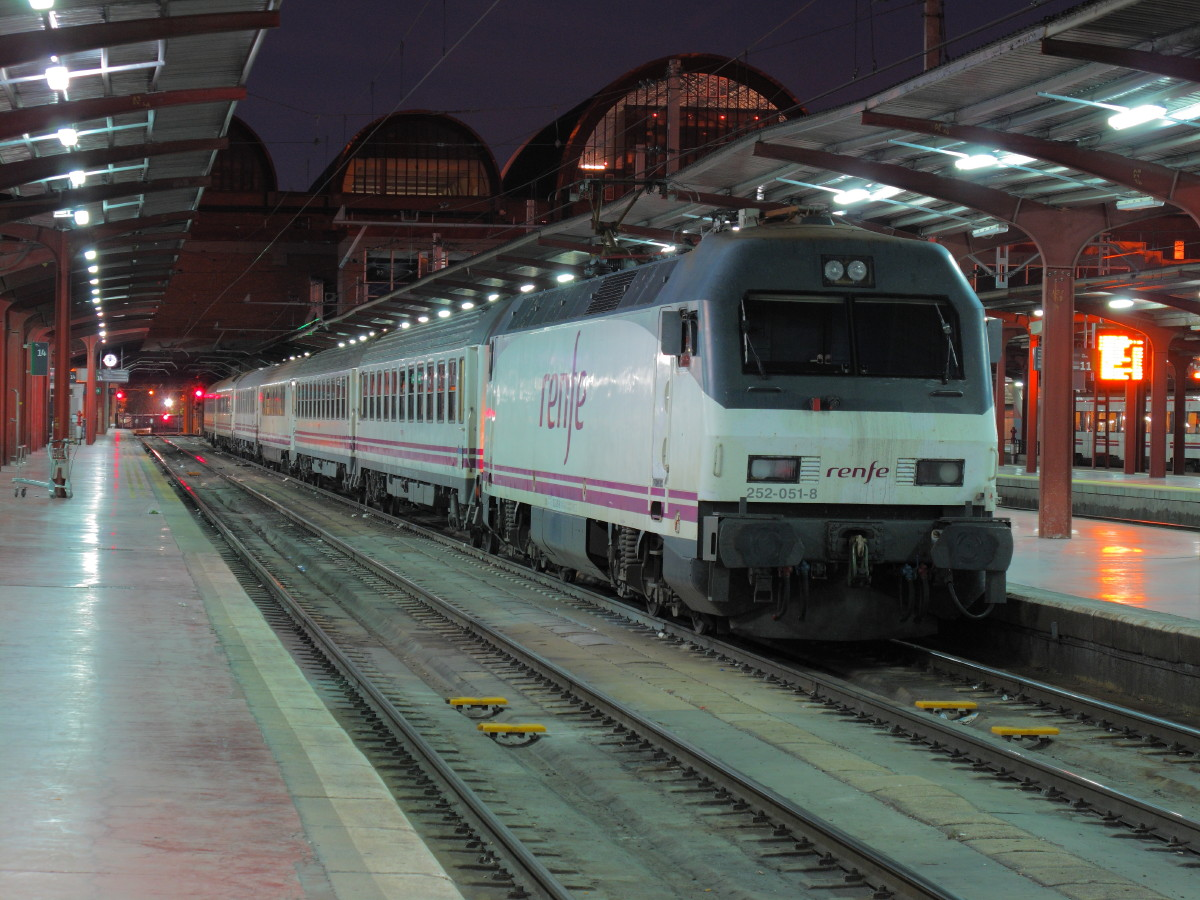
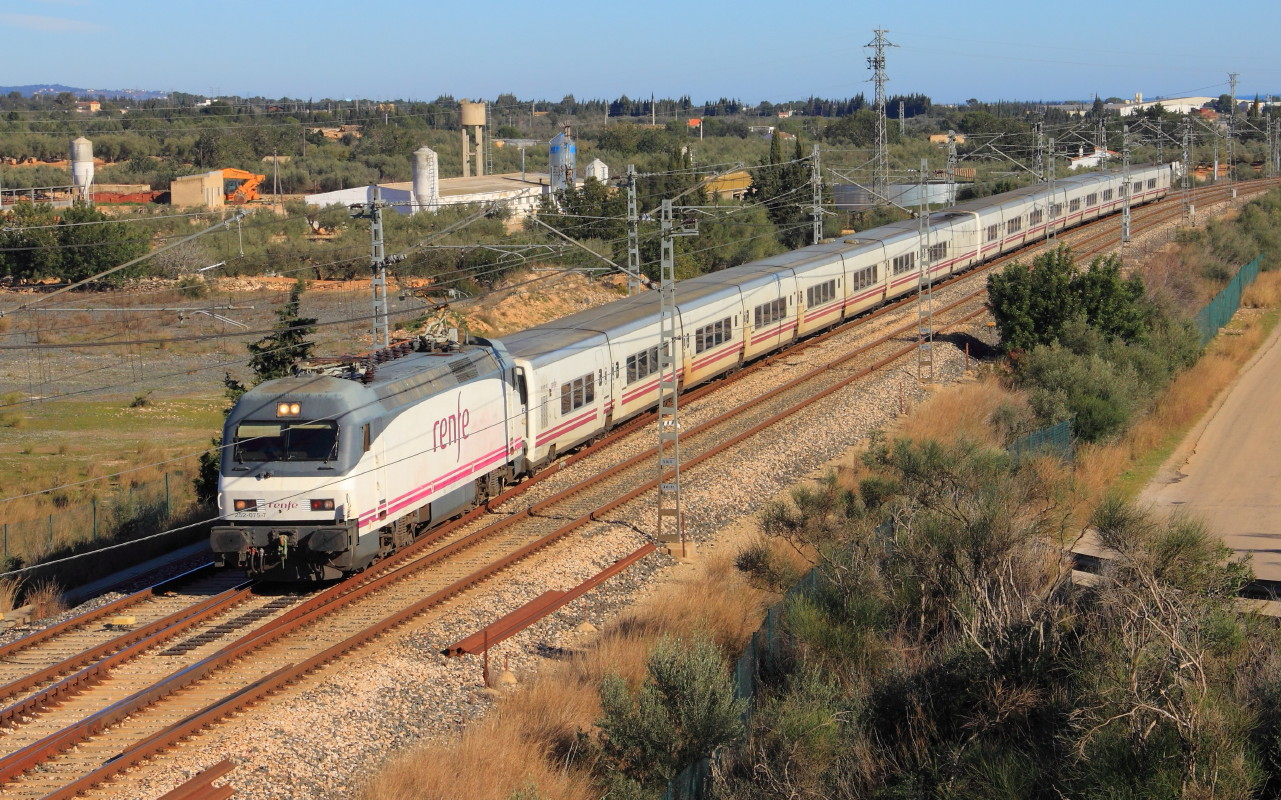
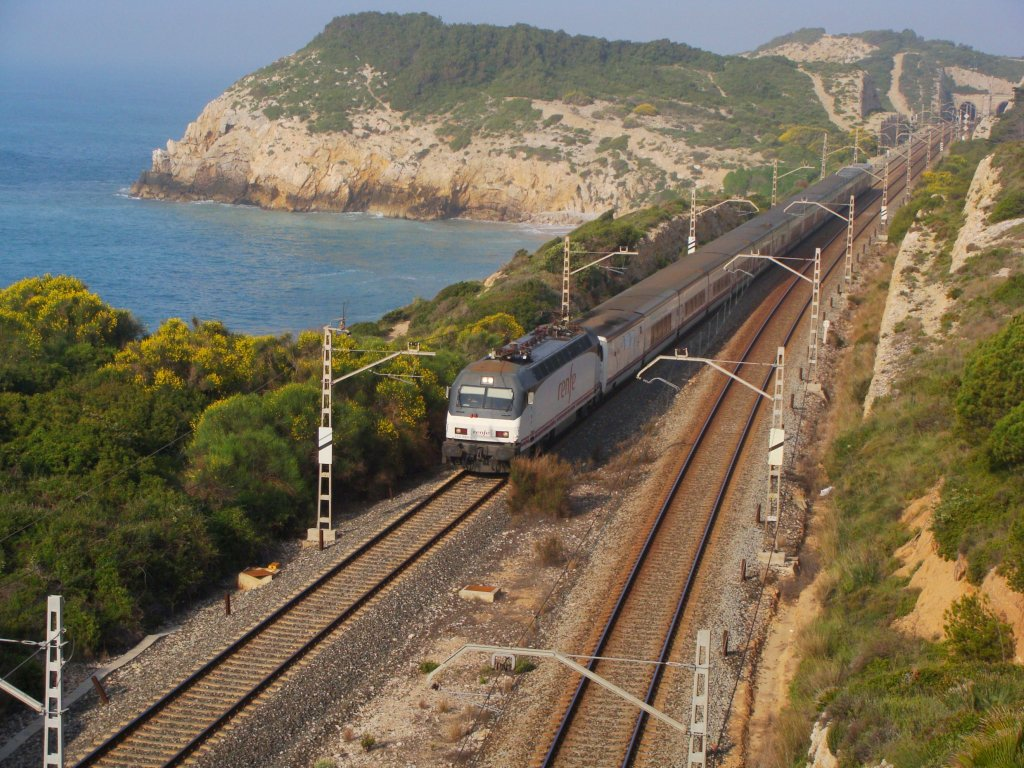
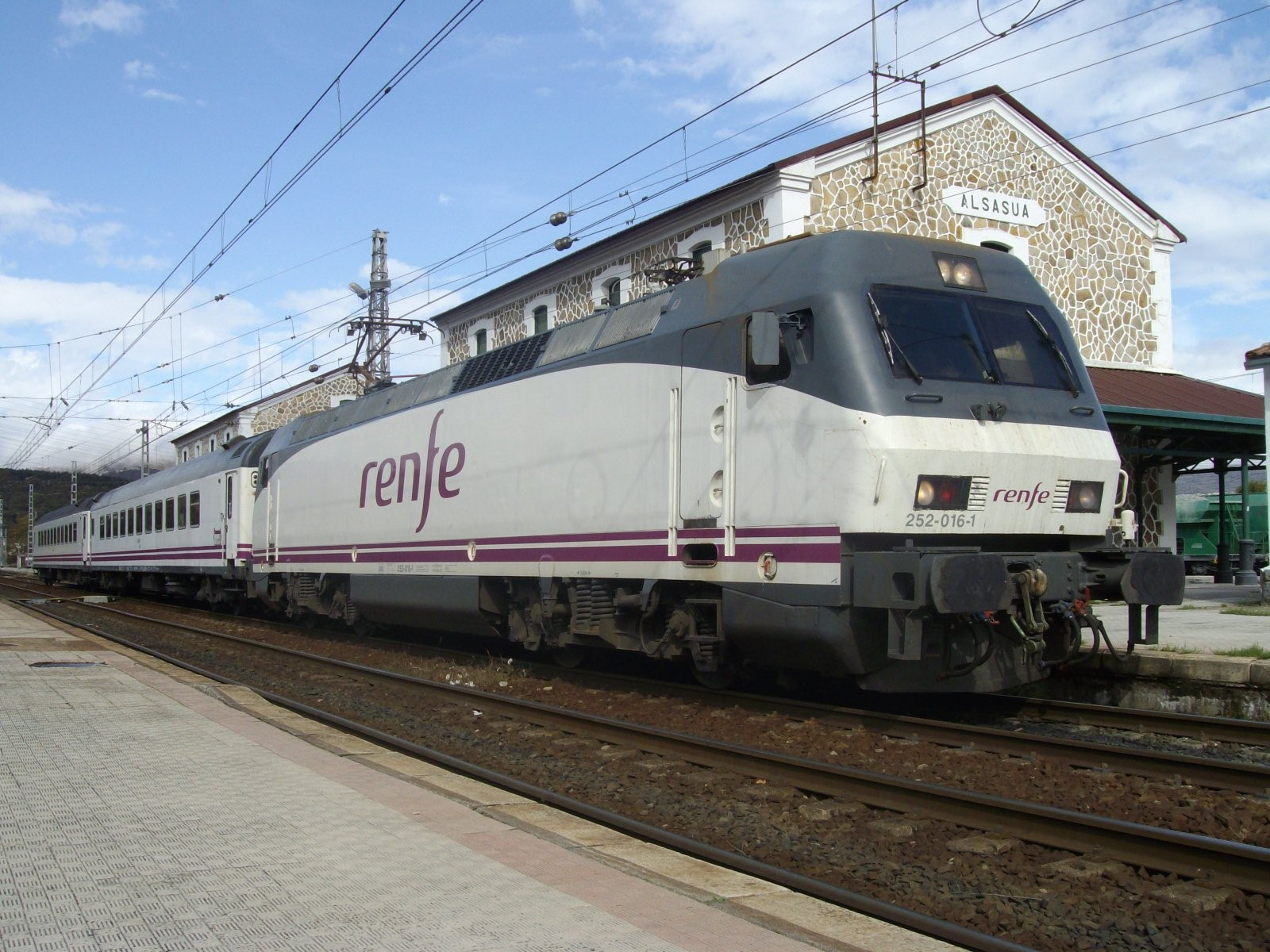
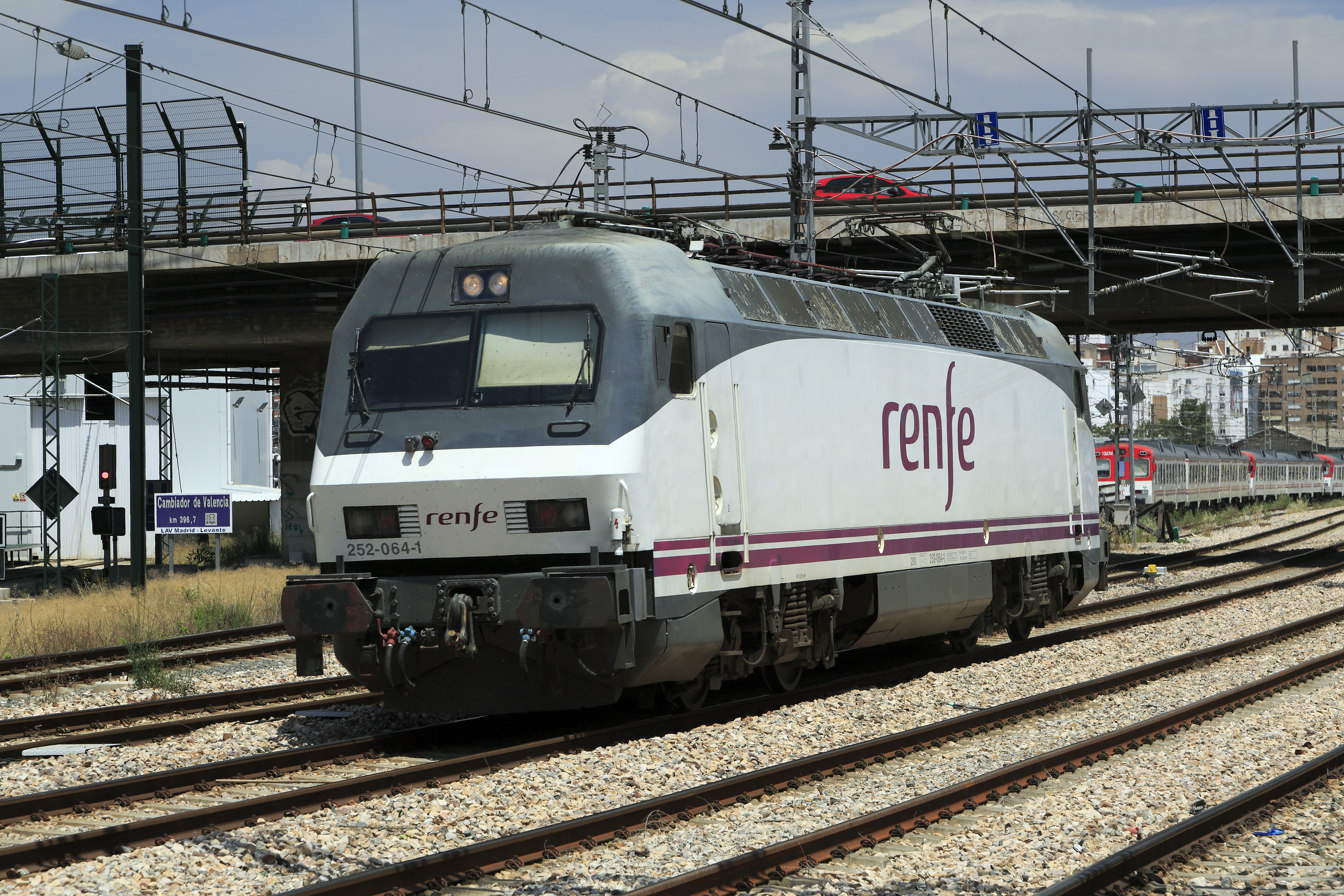
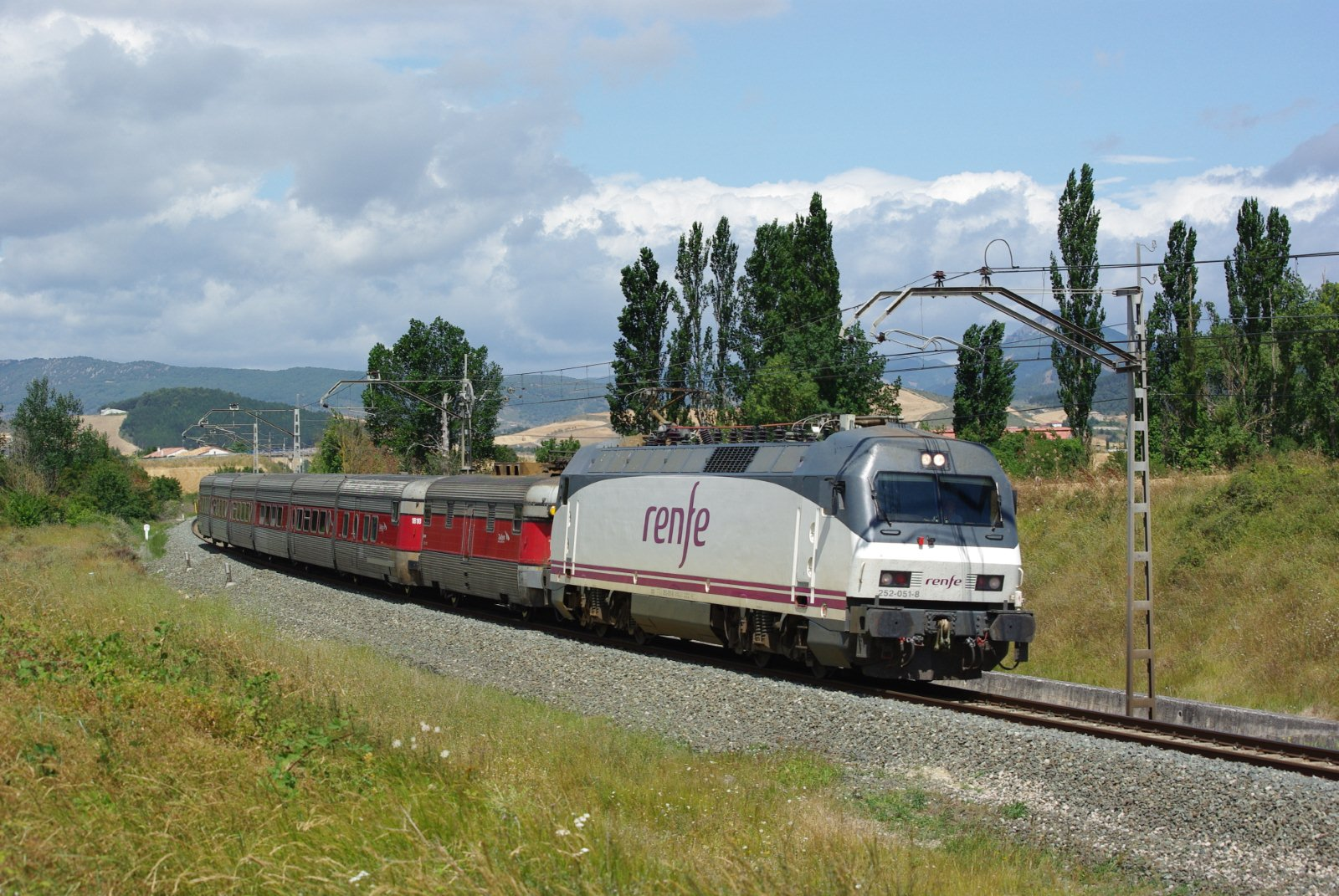

### Képek
- 252 Sok kép a mozdonyról a www.railwaymania.com weboldalon (angolul)
- Sok kép a mozdonyról a www.railfaneurope.net weboldalon (angolul)